# Epilogue
Epilogue er en dansk eksperimentalfilm fra 1991 med instruktion og manuskript af Jens Asbjørn Seehuusen.

## Handling
En mand og en kvinde har elsket hinanden og levet sammen. De har igennem et stykke tid været borte fra hinanden men mødes tilfældigt til et selskab. De skilles atter, men i et parallelt forløb følger filmen manden og kvinden samme nat, som det overraskende møde har fundet sted